# Charles Morgan Kingston
Pour les articles homonymes, voir Charles Kingston et Kingston.
Charles Morgan Kingston (12 décembre 1867-1er février 1948) est un homme politique canadien de la Colombie-Britannique. Il est député provincial conservateur de la circonscription britanno-colombienne de Grand Forks-Greenwood de 1928 à 1933. Il ne se représente pas lors de l'élection de 1933.